# Gruppo (stratigrafia)

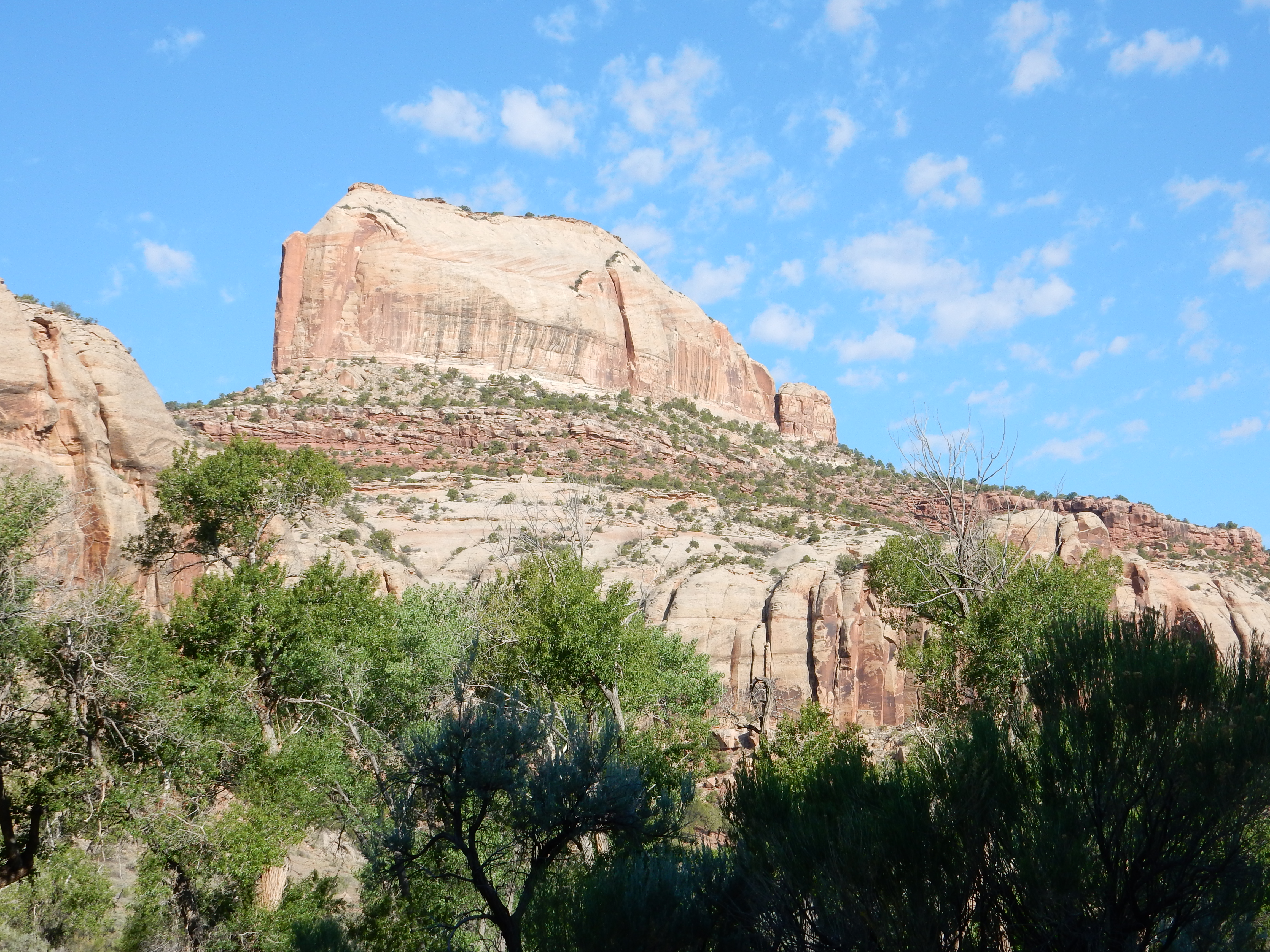
il gruppo del Glen Canyon, nello Utah sudorientale. Si notano in alto gli strati costituenti la formazione nota come arenaria Navajo (Navajo Sandstone), separati per mezzo dei sottili strati della formazione di Kayenta dagli strati dell'arenaria di Wingate, in basso.

In geologia, un gruppo è un'unità litostratigrafica costituita da una serie di formazioni litologicamente correlate, ossia che sono state riscontrate avere una stretta relazione spaziale e una certa comunanza nelle condizioni deposizionali. Così come le formazioni, che costituiscono le unità fondamentali della litostratigrafia, possono essere combinate a formare i gruppi, questi ultimi possono a loro volta essere combinati in supergruppi.
Utili non solo nel mostrare le relazioni tra le diverse formazioni, ma anche per la cartografia su scala ridotta o per studiare la stratigrafia di regioni particolarmente vaste, i gruppi sono talvolta definiti durante esplorazioni geologiche in cui si ritiene che gli strati all'interno di tali gruppi possano essere divisi in formazioni durante le successive indagini sull'area. Peraltro, può capitare che sia possibile suddividere in formazioni solo una parte degli strati componenti un gruppo.

## Definizione
Essendo definito dagli stratotipi di ciascuna delle formazioni che lo compongono, un gruppo ha uno stratotipo composito. I confini di un gruppo, che corrispondono al limite superiore della formazione più alta e a quello inferiore della formazione più bassa che lo compongono, sono determinati solo da cambiamenti piuttosto significativi della litologia, come ad esempio il passaggio da una sedimentazione terrestre a una sedimentazione marina che costituisce il passaggio dal Buntsandstein al Muschelkalk, due gruppi appartenenti al supergruppo del Triassico Germanico.  Così come lo spessore di una formazione non è subordinato a nessuna regola, non è mai stato definito nemmeno uno spessore di soglia che una sequenza rocciosa debba raggiungere per potere essere definita "gruppo", tuttavia, un gruppo ha normalmente uno spessore compreso tra diverse centinaia e oltre mille metri.
Come detto, non tutti gli strati di un gruppo sono sempre divisi in formazioni, ne è un esempio il Gruppo di Vadito, nel Nuovo Messico, in cui, sebbene molti strati siano stati classificati come formazioni - ne è un esempio la formazione di Glenwoody - molti altri, soprattutto nella parte inferiore del gruppo, sono tutt'oggi ancora non distinti.

## Denominazione
Il nome di un gruppo dovrebbe essere composto da due parti, ossia la parola "gruppo" più il nome della regione-tipo o un termine storico solitamente descrittivo, che deve essere tassativamente univoco. Un esempio del primo caso è dato dal gruppo di Braies, un'unità stratigrafica originariamente proposta per l'area di Braies, il cui uso è stato poi esteso fra la Val d'Adige e il Tarvisiano, mentre un esempio del secondo caso è dato dal già citato Muschelkalk, il cui nome tedesco significa letteralmente "calcare che contiene gusci di molluschi" o "è formato da gusci di molluschi".
Alcuni noti gruppi dell'Europa nordoccidentale sono stati in passato utilizzati come unita cronostratigrafiche o geostratigrafiche. Ne sono un esempio i già citati già Buntsandstein e Muschelkalk, che assieme al Keuper costituiscono il supergruppo del Triassico Germanico e che, sempre assieme a quest'ultimo gruppo, erano un tempo identificati per indicare quelli che oggi sono grossomodo il Triassico inferiore, il Triassico medio e il Triassico superiore, rispettivamente.
Come tutte le altre unità litostratigrafiche, i gruppi sono inclusi in un elenco di nomi litostratigrafici gestito dai servizi geologici dei rispettivi Stati; in italia, tale compito è assolto dalla Commissione Italiana di Stratigrafia.